# L'Affaire Manderson (film, 1929)
Pour les articles homonymes, voir L'Affaire Manderson.
L'Affaire Manderson (Trent's Last Case) est un film américain réalisé par Howard Hawks et sorti en 1929.

## Synopsis
Philip Trent, un détective amateur, enquête sur la mort suspecte d'un important financier mort chez lui...

## Fiche technique
- Titre original : Trent's Last Case
- Réalisation : Howard Hawks
- Scénario : W. Scott Darling d'après un roman de E. C. Bentley
- Production : William Fox
- Photographie : Harold Rosson
- Costumes : Sophie Wachner
- Durée : 66 minutes (6 bobines)[1]
- Date de sortie :  
  - États-Unis :  31 mars 1929

## Distribution
- Raymond Griffith : Philip Trent
- Marceline Day : Evelyn Manderson
- Raymond Hatton : Joshua Cupples
- Donald Crisp : Sigsbee Manderson
- Lawrence Gray : Jack Marlowe
- Nicholas Soussanin : Martin
- Anita Garvin : Ottilie Dunois
- Edgar Kennedy : Inspecteur Murch